# Linkania
Linkania é a cidadania desterritorializada. É a expressão de cidadania na internet. Tem uma ligação com as idéias de Cluetrain. O link é a forma de ligação social, relacionamento social, da nossa "extensão tecno-natural da mente e corpo" na internet. É a cidadania sem cidades. 